# Георгиевская церковь (Альба)
Гео́ргиевская церковь — историческое здание XVII—XVIII века в деревне Альба Ивацевичского района, памятник архитектуры (номер 112Г000286). Расположена на юго-восточной окраине деревни, на кладбище.

## История
Церковь построена, по данным церковной ведомости, в 1692 году, либо, по иным письменным источникам, в 1790 году. В 1908 году к зданию церкви пристроена звонница. В 1923 году была капитально отремонтирована. В советский период не действовала, богослужения возобновлены в 1993 году.

## Архитектура
Церковь — памятник народного деревянного зодчества, относится к типу, переходному от двухсрубного к трёхсрубному храму. Основной объём имеет прямоугольную в плане форму, он накрыт двускатной крышей вместе с пятигранным алтарным срубом (над алтарём на крыше вальмы). Над алтарём размещена главка на шестигранном барабане. К апсиде пристроена боковая ризница. С запада в основной объём встроена на половину своей ширины четвериковая башня-колокольня, которую венчает шатровая крыша с главкой. Оконные проёмы имеют арочную форму. Стены обшиты горизонтально. Углы украшены рустованными лопатками. Перекрытие основного объёма сводчатое. Хоры соединяются с основным помещением церкви проёмом сложной формы. Алтарную часть отделяет от основного помещения резной иконостас.